# Kruis van Verdienste (Polen)
Het Kruis van Verdienste (Pools: "Krzyż Zasługi") is een Poolse onderscheiding voor verdienste en bestaat sinds 23 juni 1923. De onderscheiding wordt in Goud, Zilver en Brons toegekend en werd tot 1944 ook met zwaarden verleend.
Ten tijde van de instelling was het kruis de hoogste civiele onderscheiding in Polen. Men verleende en verleent het kruis aan diegenen die met hun inzet voor land en maatschappij meer deden dan hun plicht was. Het in Moskou verblijvende communistische "Nationaal Pools Bevrijdingscomité" heeft de onderscheiding in 1944 overgenomen van de oude Poolse republiek waarvan de regering naar Londen was gevlucht. De Volksrepubliek Polen heeft het monogram in het medaillon gewijzigd in "PRL", wat staat voor 'Polska Rzeczpospolita Ludowa' (Volksrepubliek Polen). In 1990 werd het oude monogram "RP" wat voor "Rzeczpospolita Polska" (Republiek Polen) staat hersteld.
Op uniformen wordt een baton gedragen. Aan de middenstreep van dit stukje lint kan men zien om welke graad het gaat.
| 1. Baton van het Kruis van Verdienste in Goud   | Kruis van Verdienste in Goud   |
| 2. Baton van het Kruis van Verdienste in Zilver | Kruis van Verdienste in Zilver |
| 3. Baton van het Kruis van Verdienste in Brons  | Kruis van Verdienste in Brons  |